# Gallinago
Gallinago (bekkasiner) er en slægt af vadefugle. Slægten omfatter ca. 17 arter i verden, hvoraf to forekommer i Danmark: dobbeltbekkasin (Gallinago gallinago) som ynglefugl og tredækker (Gallinago media) som trækgæst. De øvrige arter i slægten er vidt udbredt i verden: Syd- og Nordamerika, Central- og Østeuropa, Afrika og Asien. Navnet Gallinago kommer af det latinske gallina = høne
.

## Bekkasiner
Slægten Gallinago er den største af bekkasin-slægterne. I Danmark forekommer også enkeltbekkasinen (Lymnocryptes minimus). Bekkasinerne er bl.a. kendetegnet ved et meget langt, tyndt næb, ret korte ben og en fjerdragt, der yder god kamuflage. Navnet 'bekkasin' er diminutiv af fransk bécasse (sneppe), afledt af bec 'næb'
.